# Igor Cvetek
Igor Cvetek (* 12. November 1986 in Ljubljana, SR Slowenien) ist ein slowenischer Eishockeyspieler, der seit 2002 beim HDD Olimpija Ljubljana aus der Österreichischen Eishockey-Liga unter Vertrag steht.   

## Karriere
Igor Cvetek begann seine Karriere als Eishockeyspieler in der Jugend von HDD Olimpija Ljubljana. Sein Profidebüt in der Slowenischen Eishockeyliga in der Saison 2003/04 gab der Verteidiger jedoch für deren Ligarivalen HK Tivoli, für den er in seinem Rookiejahr in zwei Vorlagen in 18 Spielen gab. Auch in der folgenden Spielzeit stand der Linksschütze, sowohl in der Jugendmannschaft Ljubljanas, als auch dem Profiteam Tivolis auf dem Eis. Vor der Saison 2004/05 erhielt Cvetek einen Profivertrag bei HDD Olimpija, mit dem er 2007 erstmals Slowenischer Meister wurde. Vor der Saison 2007/08 wurde Ljubljana in die Österreichische Eishockey-Liga aufgenommen, in der der Angreifer mit seiner Mannschaft auf Anhieb Vizemeister wurde. Für Ljubljana spielt er zudem jeweils nach dem Saisonende in Österreich in den Playoffs der slowenischen Eishockeyliga. 

### International
Für Slowenien nahm Cvetek im Juniorenbereich an der U18-Junioren-B-Weltmeisterschaft 2004 sowie den U20-Junioren-B-Weltmeisterschaften 2004, 2005 und 2006 teil. 

## Erfolge und Auszeichnungen
- 2007 Slowenischer Meister mit HDD Olimpija Ljubljana
- 2008 Vizemeister der Erste Bank Eishockey Liga mit HDD Olimpija Ljubljana

## ÖEHL-Statistik
(Stand: Ende der Saison 2011/12)